# Donington Park
Donington Park – tor wyścigowy w hrabstwie Leicestershire w centralnej Anglii. Obiekt otwarto w 1931 roku. Dotychczas tylko raz zorganizowano tutaj Grand Prix Formuły 1 – wyścig o Grand Prix Europy w sezonie 1993.
Tor posiada dwie konfiguracje:
- Grand Prix – 4,003 km
- National – 3,185 km

4 lipca 2008 roku podjęto decyzję, że od sezonu 2010 na tym obiekcie ponownie rozgrywane będą zawody Grand Prix Formuły 1, jednak ostatecznie, z powodów finansowych tor Donington Park stracił umowę na organizację GP Wielkiej Brytanii.

## ZwycięzcyGP Europyna torze Donington Park
| Sezon | Kierowca     | Zespół       |        |
| ----- | ------------ | ------------ | ------ |
| 1993  | Ayrton Senna | McLaren-Ford | Wyniki |